# Massif du Mont-Mégantic
Het massif du Mont-Mégantic is een gebergte in het zuiden van de Canadese provincie Québec dat wordt gerekend tot de Montérégie-heuvels.
De centrale piek is de 1105 meter hoge Mont Mégantic. Het bergcomplex, met een doorsnede van ongeveer 10 kilometer, omvat verder de volgende pieken: Mont-Notre-Dame (905 m) in het zuiden, Mont-Saint-Joseph (1065
m) en Mont Victoria (1055 m) in het oosten, en Pain de Sucre (650 m) in het westen. De Mont Mégantic en een groot deel van het bergcomplex maken deel uit van het provinciale park Parc national du Mont-Mégantic.
Ongeveer 15 km ten oosten van het bergcomplex ligt het meer Mégantic, en de gelijknamige stad Lac-Mégantic.

## Geologie
Het complex werd gevormd tijdens het Krijt door een intrusie: een stroom magma die in de aardkorst opsteeg. Deze magma heeft het aardoppervlak niet bereikt, maar is in de diepte gestold. Het bergcomplex dat nu zichtbaar is, is ontstaan doordat gletsjers het omliggende sedimentair gesteente hebben geërodeerd. De bol gestolde magma, die veel sterker was, is gebleven.